# Panning

Schéma panningu

Panning (švenkování, sledování objektu) je označení pro horizontální nebo vertikální rotační pohyb filmové, digitální nebo videokamery. Výsledkem panningu je efekt rozmazání obrazu jako při otáčení hlavou při rezolutním „ne“.
Ve fotografii se panning používá k zachycení rychlého pohybu, a optického odlišení předmětu od pozadí. Jde o to sledovat pohybující se objekt v hledáčku a tím snížit jeho relativní pohyb vůči fotografovi. Ve fotografii se používá pro zvýšení důrazu na pohybující se objekt a zároveň pro větší rozostření pozadí, což sníží jeho rušivý efekt.

## Historie
Termín panning je odvozen od slova panorama, které zavedl roku 1787 Robert Barker. Pojmenoval tak svůj stroj, který otáčel nebo zobrazoval dlouhou horizontální malbu, takže divák při pohledu na scénu měl pocit, že jde. Barker vynalezl ještě jeden podobný stroj s názvem cyclorama, kde se malba otáčela kolem publika dokola.
Český slangový výraz „švenkování“ pochází z německého „Schwenken“, což znamená „houpat se“.

## Panning ve fotografii
Při fotografování pohybujícího se předmětu, při panningu udržujeme fotografovaný předmět ve stejné pozici na snímku po celou dobu trvání expozice.
Délka expozice musí být dostatečně dlouhé, aby bylo pozadí dostatečně rozostřené pohybem fotoaparátu.
Přesná délka expozice bude záviset na rychlosti objektu, ohniskové vzdálenosti objektivu a vzdálenosti od předmětu a předmětu od pozadí. Dosáhnout neostrého pozadí ve formuli F1 při snímání auta jedoucího po přímce vám umožní již 1/250s, zatímco k dosažení stejného rozostření pro obraz běžícího člověka budete potřebovat delší čas 1/60s.
Snadněji se snímají rychle se pohybující objekty, neboť je potřeba kratší expoziční čas. Při fotografování pomalu se pohybujících objektů je zapotřebí relativně delší čas, je těžší udržet pohyb s objektem a nastává riziko, že pohyb fotoaparátu nebude plynulý.
Doporučuje se používat pomůcky, jako jsou například stativ nebo monopod, které umožní pohybovat fotoaparátem v jedné rovině. Levnějším řešením stativu je použití provázku, který na jedné straně přivážeme za objektiv, druhý konec se zašlápne nohou a napne se.

## Galerie

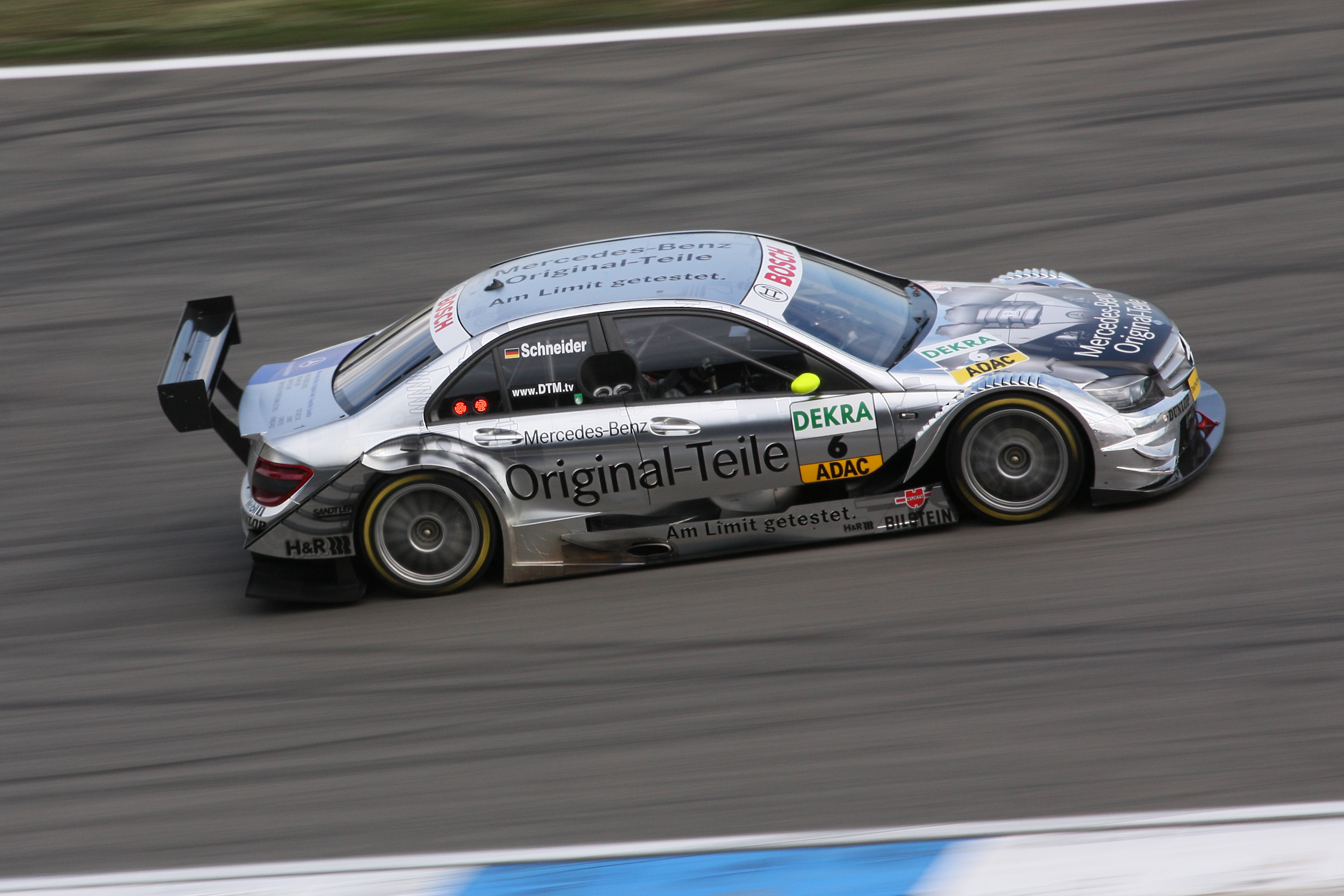
Výsledek fotografické techniky sledování objektu
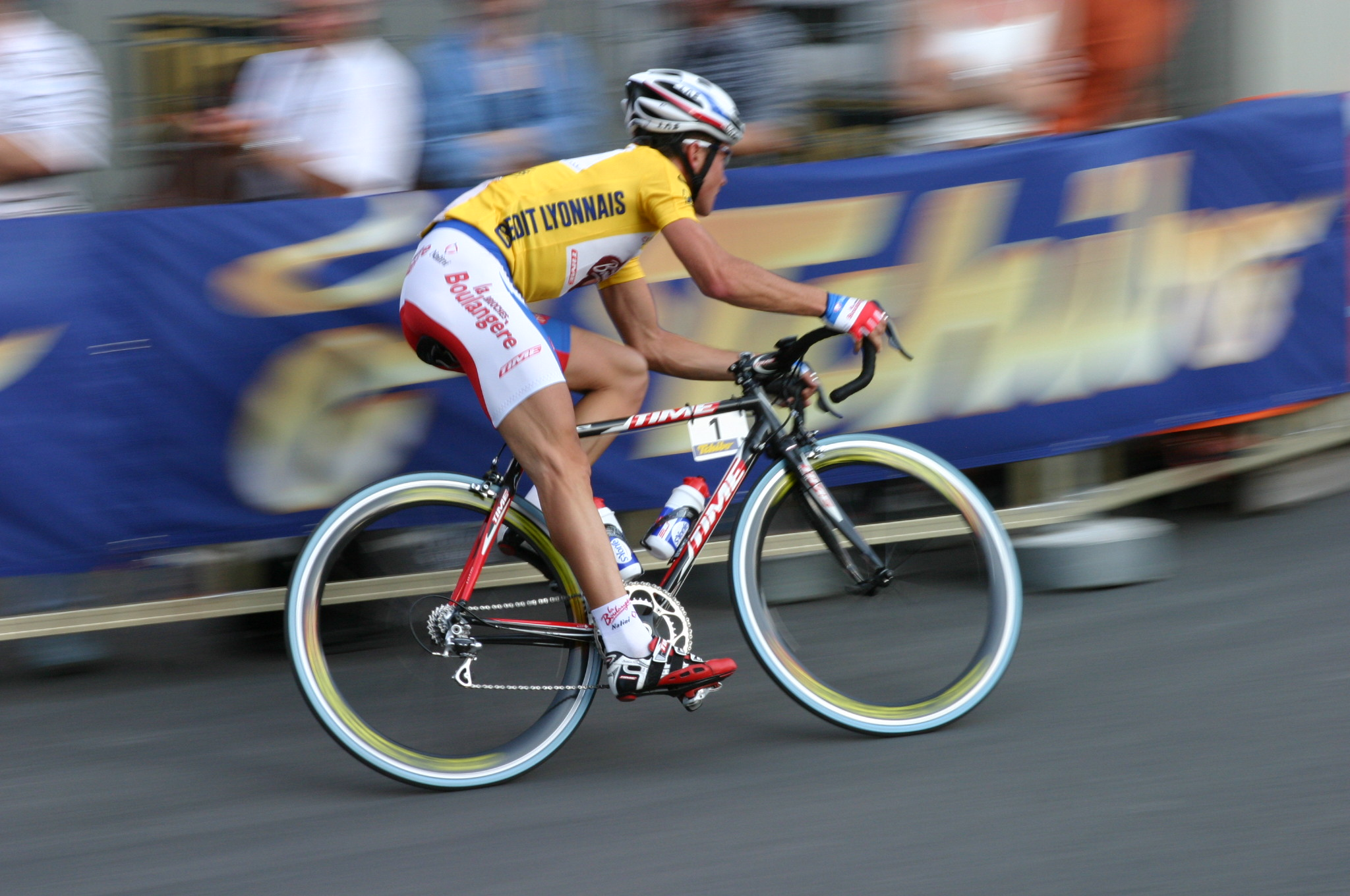
Thomas Voeckler, 2004 ve Vídni, fotografováno časem 1/90 s
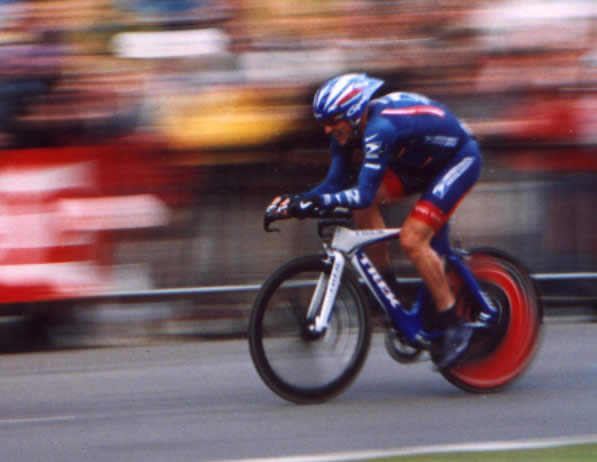
Lance Armstrong při závodu "Tour" roku 2005
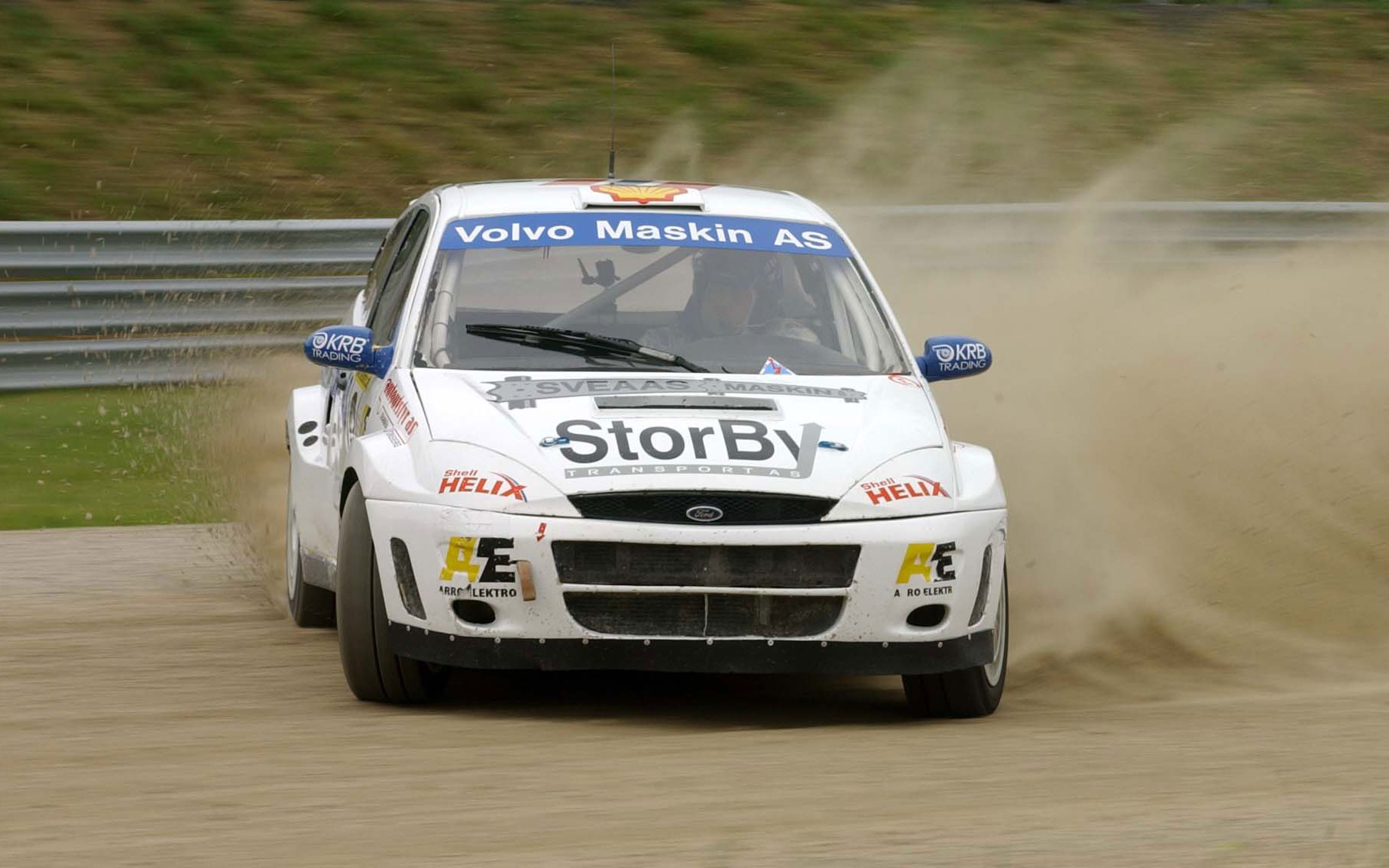
Rallycross, fotografováno časem 1/200 s
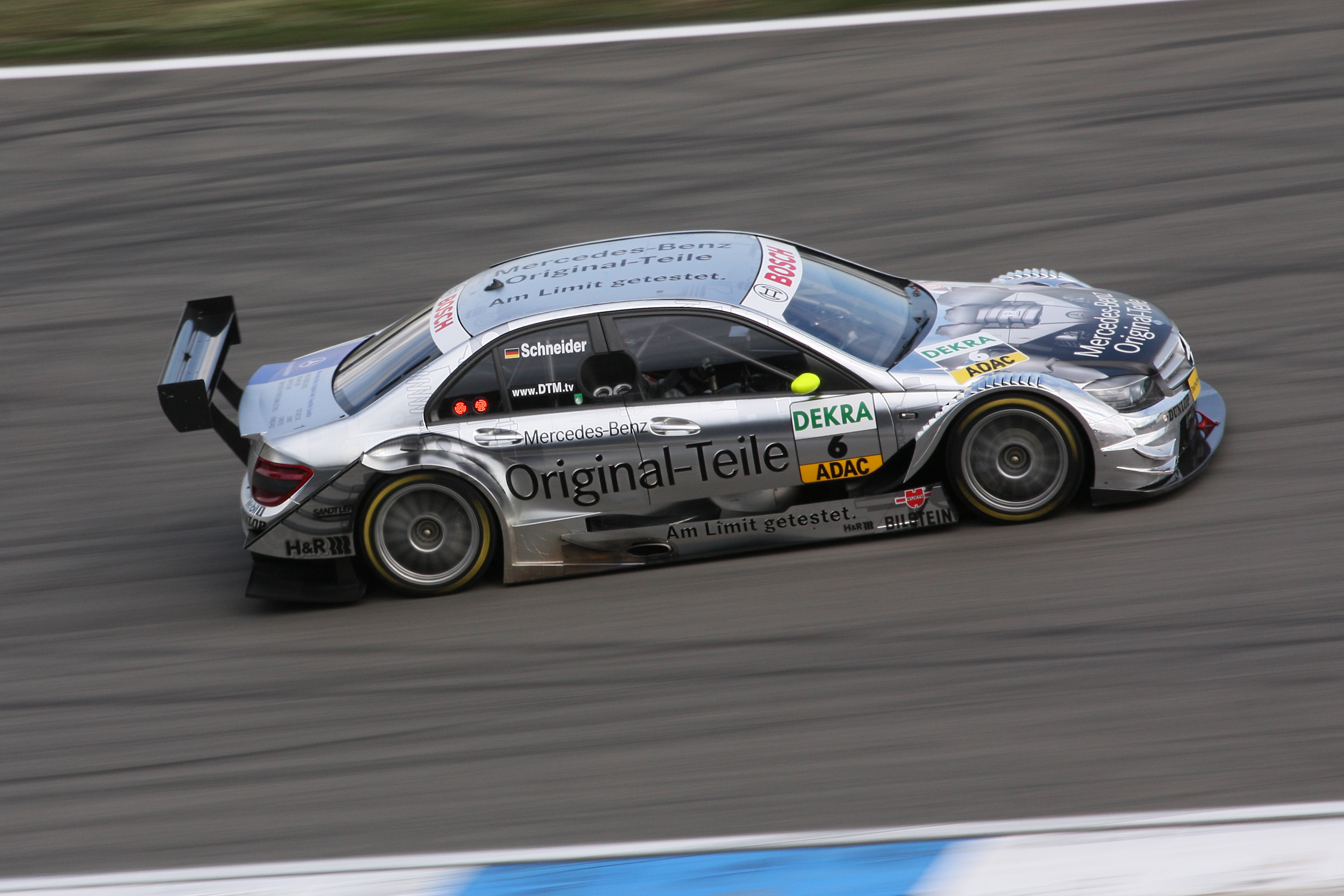
Mercedes-Benz DTM-Wagen (Bernd Schneider) na Hockenheimringu (fotografováno časem 1/100 s)
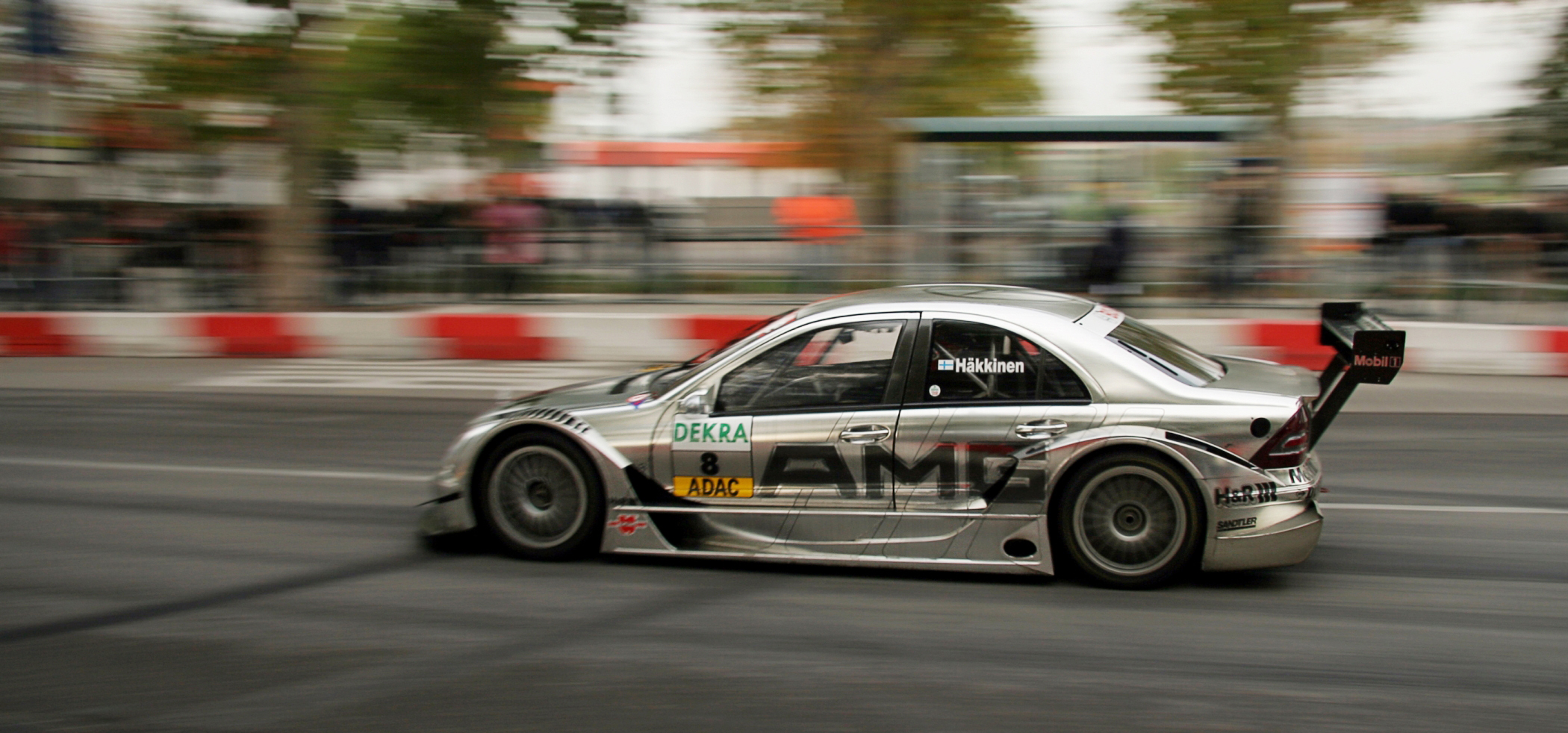
Mika Häkkinen při Stars and Cars 2006, f. časem 1/100 s
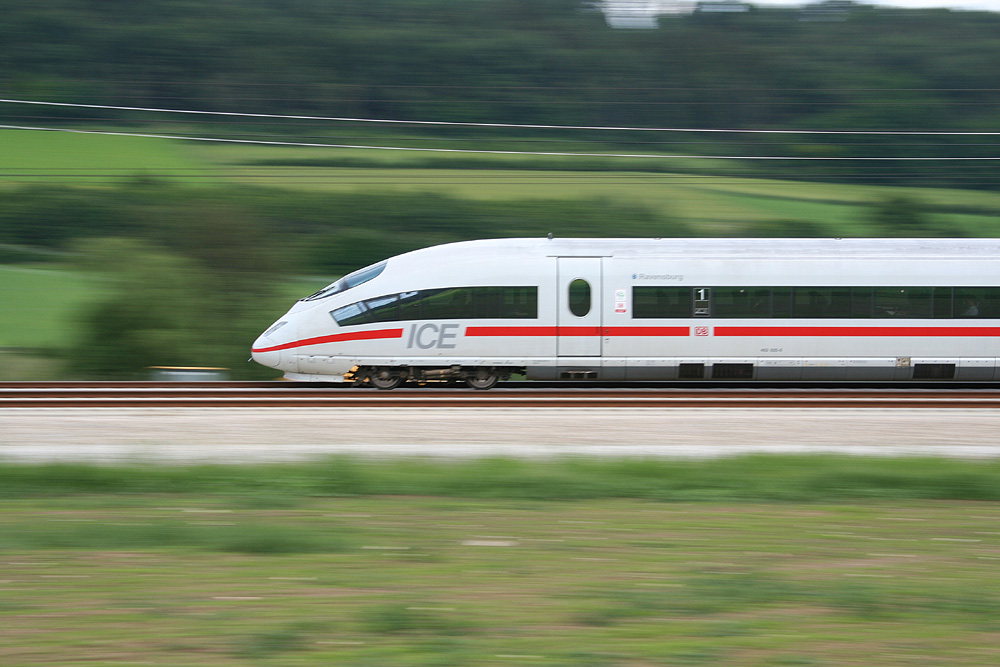
ICE 3 na trati Norimberk–Mnichov, f. časem 1/60 s
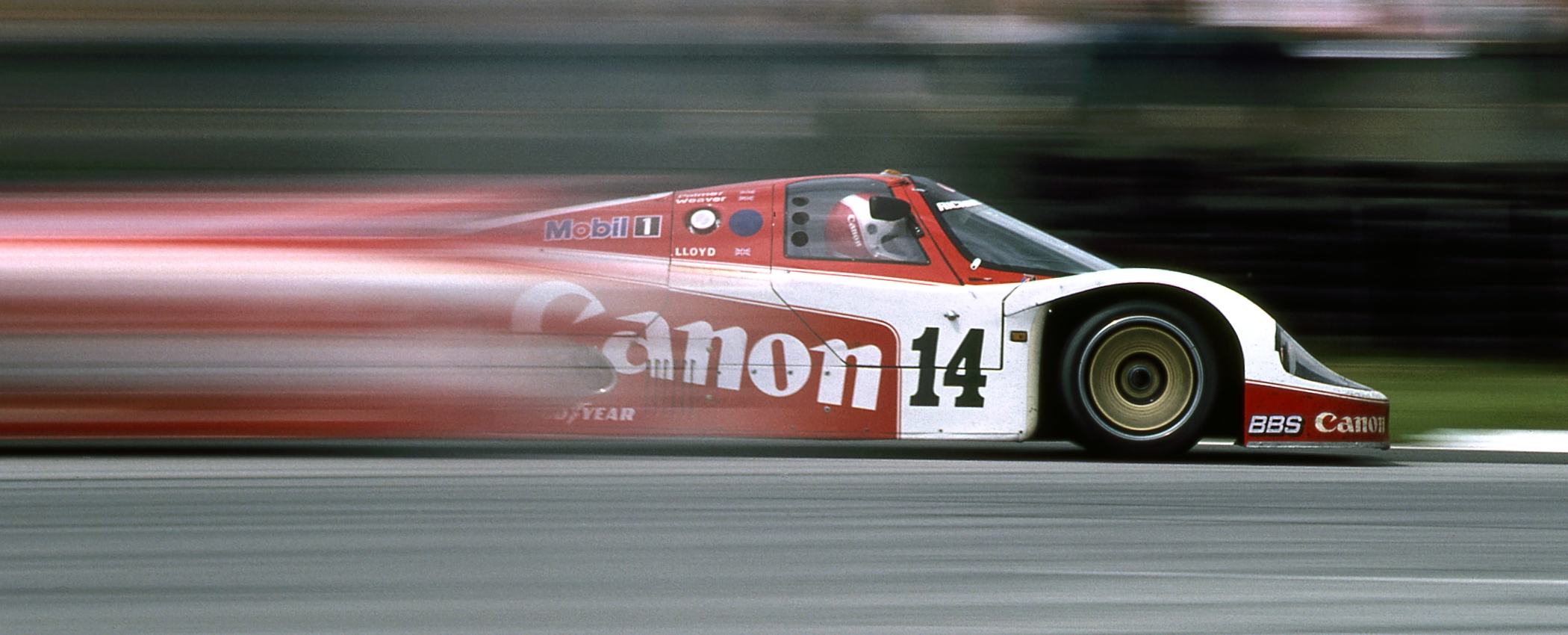
Porsche 956 C 1985: 1/60 s; Canon FD 1.2/85L s filtrem Speed od firmy Cokin
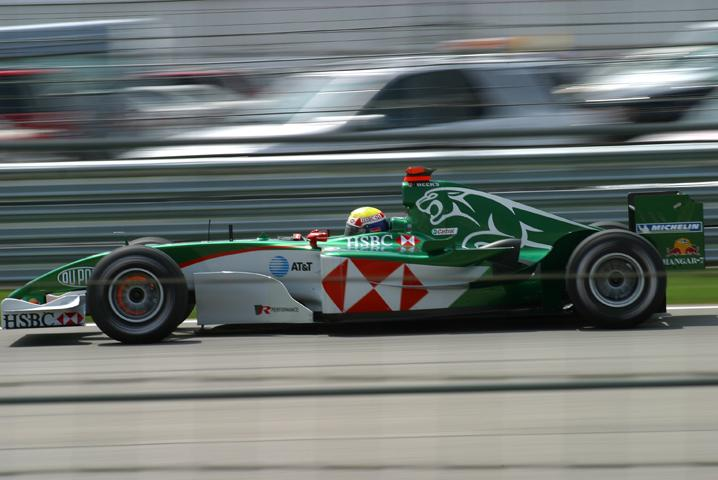
Mark Webber, 2004, United States Grand Prix, USA